# Carsten Jancker
Carsten Jancker , född 28 augusti 1974 i Grevesmühlen, är en tysk före detta fotbollsspelare (forward).

## Klubbkarriär
Carsten Jancker gjorde sin Bundesliga debut 1993 med FC Köln. Han blev utlånad till Rapid Wien säsongen 1995/1996 där han gjorde totalt 14 mål varav sju i Cupvinnarcupen. Efter den succén så vände han tillbaka till Tyskland för spel med Bayern München. Mellan 1996 och 2002 vann Bayern München ligan fyra gånger samt Champions League 2001. I Bayern München bildade Jancker anfallspar med brassen Giovane Élber.
Sommaren 2002 lämnade Jancker Bayern München och skrev istället på för Udinese. Tiden i Italien blev helt misslyckad med bara två mål på 36 matcher. 2004 vände Jancker hem till Tyskland igen, den här gången till Kaiserslautern, där han lyckades något bättre med fem mål på 25 matcher i Bundesliga. Carsten Jancker lyckades även göra 6 mål i Kaiserslauterns möte med Schönberg 95 i Tyska cupen som Kaiserslautern vann med 15-0. Efter att Kaiserslautern åkte ur Bundesliga i maj 2006 lämnade Jancker för kinesiska Shanghai Shenhua.
Efter bara sju matcher så släpptes Carsten Jancker av Shanghai Shenhua i oktober och under januari 2006 skrev han på för SV Mattersburg. I februari 2010 meddelade Jancker att han kommer att sluta med fotbollen efter säsongens slut.

## Landslagskarriär
I landslagssammanhang blev det ett trettiotal A-landskamper och han fanns med i Tysklands trupp vid EM-slutspelet 2000 samt VM-slutspelet 2002 där Tyskland gick till final.

## Meriter
Rapid Wien
- Österrikiska Bundesliga: 1996

Bayern München
- Bundesliga: 1997, 1999, 2000, 2001
- Tyska Ligacupen: 1997, 1998, 1999, 2000
- DFB-Pokal: 1998, 2000
- Champions League: 2001
- Interkontinentala cupen: 2001